# Attila Kelemen
Attila Kelemen (ur. 4 maja 1948 w Târgu Mureș, zm. 8 stycznia 2022) – rumuński polityk i lekarz weterynarii węgierskiego pochodzenia, działacz mniejszości węgierskiej, parlamentarzysta krajowy i europejski.

## Życiorys
W 1971 ukończył studia weterynaryjne na uczelni w Klużu-Napoce. W latach 1988–1991 specjalizował się w USA, gdzie uzyskał stopień doktora. Pracował w zawodzie lekarza weterynarii.
Zaangażował się w działalność Demokratycznego Związku Węgrów w Rumunii. W 1996, 2000, 2004, 2008 i 2012 uzyskiwał z ramienia tego ugrupowania mandat parlamentarzysty do Izby Deputowanych. W 2000 stanął na czele frakcji poselskiej UDMR.
Od stycznia do grudnia 2007 sprawował jednocześnie mandat posła do Parlamentu Europejskiego w ramach rumuńskiej delegacji. Był członkiem grupy chadeckiej oraz Komisji Rolnictwa i Rozwoju Wsi. W niższej izbie rumuńskiego parlamentu zasiadał natomiast do 2016. Powrócił do niej w wyniku wyborów w 2020.